# Bibliothèque de Catalogne
Pour les articles homonymes, voir BNC.
La Bibliothèque de Catalogne (BC ou BNC) (en catalan : Biblioteca de Catalunya, biβɫiuˈtɛkə ðə kətəˈɫuɲə) est la bibliothèque nationale de Catalogne (Espagne). Elle est située à Barcelone. La mission de la Bibliothèque de Catalogne est de collecter, de conserver et de propager la production bibliographique de Catalogne et de langue catalane, de s'occuper de sa conservation, et de transmettre son patrimoine bibliographique, tout en conservant le statut d'un centre de recherche et de consultation.
Elle occupe 8 820 m2 et dispose d'environ trois millions de documents.

## Histoire

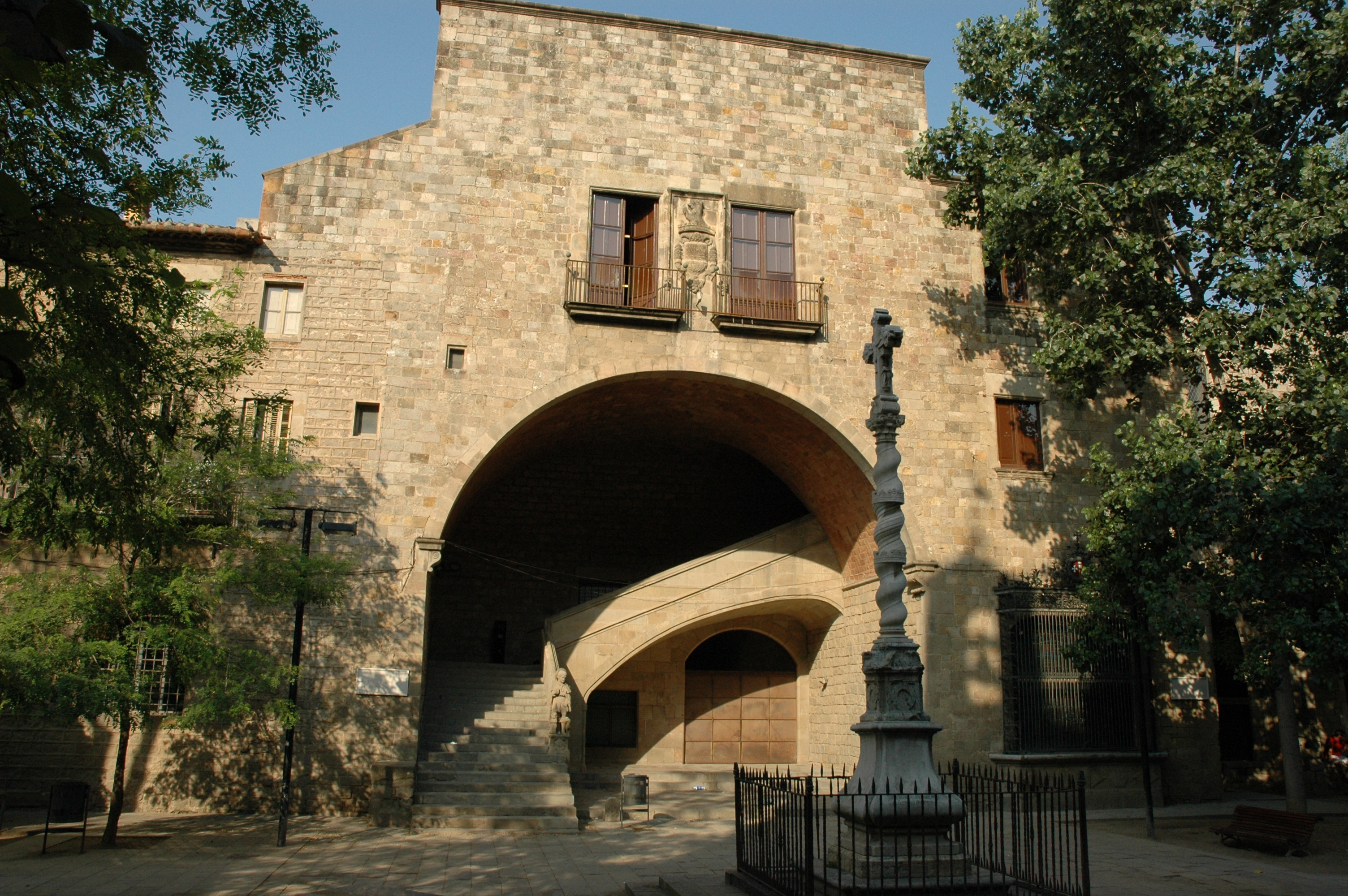
Entrée principale

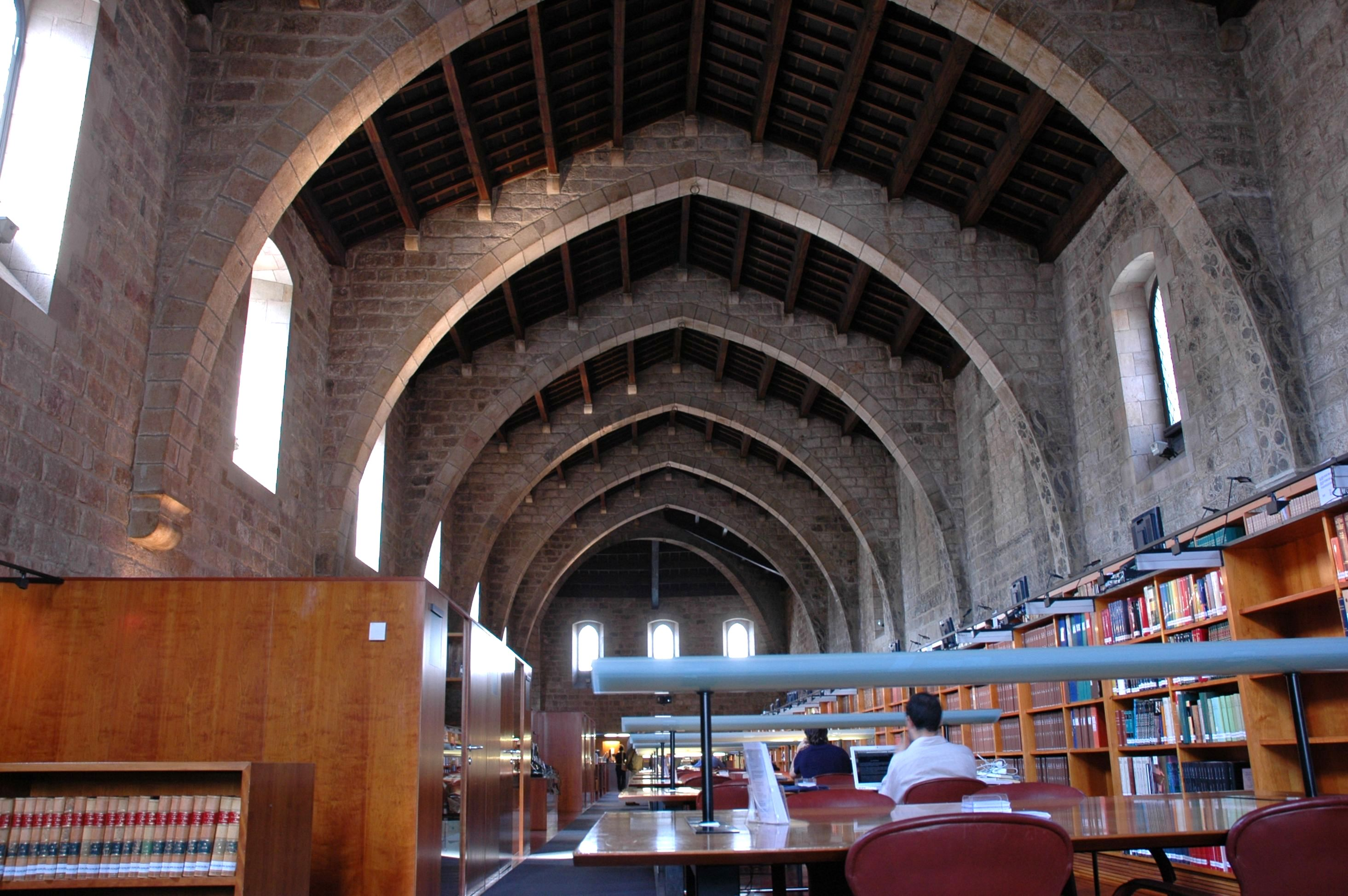
Bâtiment de l'ancien hôpital où la bibliothèque a été inaugurée en 1940

La bibliothèque a été fondée en 1907 en tant que bibliothèque de l'Institut d'Estudis Catalans (IEC) Elle a été ouverte au public en 1914, à l'époque de la Mancommunauté de Catalogne, et a été logée dans le palais de la généralité de Catalogne.
En 1914, la communauté de Catalogne a converti la bibliothèque de l'IEC en un service public culturel. À ses débuts, la bibliothèque était située dans le palais de la Généralité de Catalogne. En 1929, la bibliothèque a été acquise par le gouvernement de la ville de Barcelone. En 1931, les bâtiments du XVe siècle, anciennement occupés par l'hôpital de la Sainte-Croix (hospital de Santa Creu) ont été déclarés en tant que patrimoine historique espagnol ; et la municipalité de Barcelone a approuvé la cession d'une grande partie du site de la Biblioteca de Catalunya.
En 1936, la première salle de lecture, la salle Cervantina a été ouverte, mais le projet a été interrompu en raison de la Guerre Civile et toutes les adaptations nécessaires n'ont pas été achevées. Après la chute de Barcelone au début de 1939, la bibliothèque est restée fermée jusqu'en 1940. Après la guerre d'Espagne, en 1940, la bibliothèque a été rebaptisée Bibliothèque Centrale par le régime de Franco et a déménagé sur son nouveau site, l'ancien hôpital de la Sainte-Croix, où elle reste jusqu'à ce jour. Pendant le règne de Franco, l'établissement a été transformé en une bibliothèque à usage général, qui était destiné à compléter les lacunes des bibliothèques publiques et universitaires.
En 1981, elle a été faite « bibliothèque nationale de Catalogne » par la Llei de biblioteques (la loi sur les Bibliothèques) de 1981, approuvée par le Parlement de la Catalogne, pour lui conférer les fonctions de la réception, la conservation et la distribution du catalan au dépôt légal. En 1993, la loi du système bibliothécaire de Catalogne a étendu les fonctions de dépositaire de l'institution et a aidé à sa modernisation, qui comprenait les travaux de réaménagement de l'immeuble, sa réorganisation et de la numérisation de ses procédures.
Au cours des années 1990, un projet majeur de rénovation a de nouveau transformé la bibliothèque, comprenant la construction de quatre niveaux souterrains de stockage (créant plus de 40 kilomètres linéaires de stockage) et le bâtiment annexe. En 1998, la bibliothèque a rénové les éléments de style gothique de ses bâtiments et a étendu sa surface, grâce à la construction d'un nouveau bâtiment de services.

## Partenariat avec Google
En 2007, la Biblioteca de Catalunya et les quatre autres bibliothèques catalanes ont accepté de participer au projet de numérisation. Ces bibliothèques ont commencé à numériser leurs livres qui sont dans le domaine public. Le projet de partenariat de numérisation vise à rendre ces livres disponibles sur l'Internet,.
La Biblioteca de Catalunya agit à titre de coordonnateur et d'intermédiaire pour le compte des quatre autres bibliothèques participant au projet : 
- la bibliothèque du monastère de Montserrat,
- la bibliothèque publique épiscopale du Séminaire de Barcelone,
- la bibliothèque du Centre de Barcelone et
- la bibliothèque de l'Athenaeum de Barcelone.

Le groupe des bibliothèques catalanes est devenu le deuxième collaborateur non-anglo-saxon à rejoindre la Bibliothèque du Projet Google Livres, au sein de la Recherche de livres de Google programme. En 1977, la Bibliothèque nationale de Catalogne rejoint un autre participant espagnol au projet, l'Université complutense de Madrid.

## Statistiques
- Mètres linéaires de rayonnage :
  - Accès libre : 1 500 m (20 000 volumes)[8]
  - Réserve fermée : 49 000 m
- Surface totale de la bibliothèque : 15 000 m2
- Surface totale de la salle de lecture principale : 2 700 m2
- Surface de la salle de réserve : 360 m2
- Sièges (point de lecture) : 229
- Nombre total des documents : 3 millions (estimé)